# 五私鉄疑獄事件
五私鉄疑獄事件（ごしてつぎこくじけん）は、昭和初期に五つの私鉄事業者が鉄道大臣小川平吉によって便宜を図ってもらい、その裏で汚職があったとされる事件。これにより小川は下獄し、一部の鉄道事業者のトップも逮捕された。

## 疑惑の持たれた五私鉄

### 北海道鉄道
現在の千歳線を開業していた北海道鉄道（2代目）が開業以来営業不振なのをみて、同社社長の犬上慶五郎が青山憲三代議士経由で小川に国有化要請を要請したことが発端となったもの。国有化は1928年（昭和3年）1月の閣議で一度決まったものの、衆議院の解散で廃案となったが、1929年（昭和4年）2月に2度目の閣議で買収に伴い公債を発行することに関して法律案を帝国議会に提出、それに関して20万円の裏金が流れたとされる疑い。
1927年（昭和2年）11月ごろ、北海道鉄道社長犬神慶五郎が同鉄道の買収を政府に懇請したところ、小川は鉄道大臣の職にあることを利用し、報酬として金員収受を企て、1929年（昭和4年）2月に当該鉄道買収のため公債発行に関する法案を議会に提出するに至ったが、これより先、元代議士春日俊文を介して犬神社長および同社監査役等に鉄道買収報酬の内金を要求し5万円を交付せしめ、1928年（昭和3年）2月に15万円を春日に交付せしめた。

### 伊勢電気鉄道
今の近鉄名古屋線に当たる路線を建設した伊勢電気鉄道が、桑名駅から名古屋市に延伸する路線の免許申請を行うに当たり、伊勢電取締役兼任の代議士伊坂秀五郎に伊勢電社長の熊沢一衛が政界への配慮を求めた。伊坂と小川腹心の春日俊文の間で交渉が行われ、1928年（昭和3年）11月2日に免許は与えられるが、その際に熊沢が春日に12万円の報酬を送ったとされるもの。

### 東大阪電気鉄道
大阪～奈良間の鉄道申請を2度出しながらも、計画の杜撰さを理由に却下されていた東大阪電気鉄道発起人の田中元七が、白井勘助経由で小川大臣に近づいて15万円の報酬を条件に免許交付を約束し、鉄道官僚の京阪電気鉄道などとの競合を理由とする反対意見も廃され、小川が1929年（昭和4年）6月26日に免許を交付したもの。その先月に、15万円の収賄が行われたとされる。

### 奈良電気鉄道
今の近鉄京都線を敷設した奈良電気鉄道が大阪延伸線の免許を申請するに当たって、長田桃蔵専務が同社の会長も務めていた代議士の井出繁三郎に中央政界への融通を働きかけた。その後、長田と井出が小川を訪れて5万円の報酬金を提示するも、小川は拒否した。その後、奈良電では前述した東大阪電気鉄道の抱きこみを図り、30万円を提供する代わりに半分の株式引き受け権と、役員の選定優先権を得た。しかし東大阪電気鉄道への免許交付と同時に、奈良電大阪延伸線への免許も交付されたため、120万円で権利を京阪の太田光凞に売却する。その際に差額の90万円を奈良電に入金せず、長田と奈良電の監査役を兼務していた太田、吉川善照奈良電常務が横領したという疑いが立った。

### 博多湾鉄道汽船
今の西鉄貝塚線やJR香椎線を建設した博多湾鉄道汽船の太田清蔵社長兼貴族院議員が、福岡から飯塚への路線延伸を構想し、その資金を得るため現在の香椎線を鉄道省へ売却する要請を出した。政友会幹部の富安保太郎貴族院議員を通じ、50万円の報酬を収受する条件で1928年（昭和3年）1月に買収案を閣議決定させた。その際、太田より富安経由で小川に9.5万円が渡されたが、これが疑惑の対象となった。

## 捜査と裁判
政友会の田中内閣が倒れた後、民政党の浜口内閣が成立、その直後の1929年（昭和4年）8月頃から疑獄事件が紙面を賑わすようになったことから、小川に替わって鉄道大臣となった民政党の江木翼の画策とも言われている。
同年秋、熊沢、長田など疑惑のある会社の関係者、小川前内閣鉄相など収賄容疑のある者が検挙され、その流れは民政党側にも波及した。伊勢電気鉄道と対立していた大阪電気軌道の金森又一郎社長や、免許を得たばかりの東京山手急行電鉄・東京大宮電気鉄道などの関係者も一時勾留されている。また、五島慶太や根津嘉一郎のような大物にも疑いの目が向けられた。
1930年（昭和5年）11月より公判が開始。弁護側は民政党の策謀であると主張し、法曹関係者でもあった小川は直接金銭を受領しておらず、非公務員で小川腹心の春日俊文と白井勘助が私鉄との交渉を実際には行っていたため、小川と春日らの関係を同一視するのが正当かどうかで争われた。
1933年（昭和8年）4月の東京地裁判決では、私鉄関係者に対しては無罪判決が下った。しかし世論の裁判に対する批判が大きく、検事側は控訴した。
1934年11月の東京控訴院判決では、一転して収賄側である小川・春日・白井、贈賄側に当たる博多湾の太田、伊勢電の熊沢及び伊坂、奈良電の長田や吉川に有罪判決が下った。被告側は上告するが、1936年9月の大審院判決で8名の有罪が確定する。小川は懲役2年及び追徴金19万2000円の刑に処せられた。

## 影響
小川は失脚して政治権力を喪失した。また、北海道鉄道と博多湾鉄道汽船の買収問題は撤回され、新規事業の凍結を強いられることとなる。伊勢電気鉄道は熊沢を失うこととなり、昭和恐慌の影響もあって極端に経営が悪化、大阪電気軌道傘下の参宮急行電鉄に合併された。また、東大阪電気鉄道と奈良電気鉄道は免許線の建設を結局行えず、後に免許を失効させざるを得なくなる。両者の裏役として君臨した京阪も、新京阪鉄道など各方面への投資が仇となって巨額の負債を背負うこととなり、再編に苦心することとなった。
またこの政界癒着事件は、政党政治への世論の不信を一気に高めることとなり、後に五・一五事件などを引き起こす遠因になったとも言われる。